# دوج

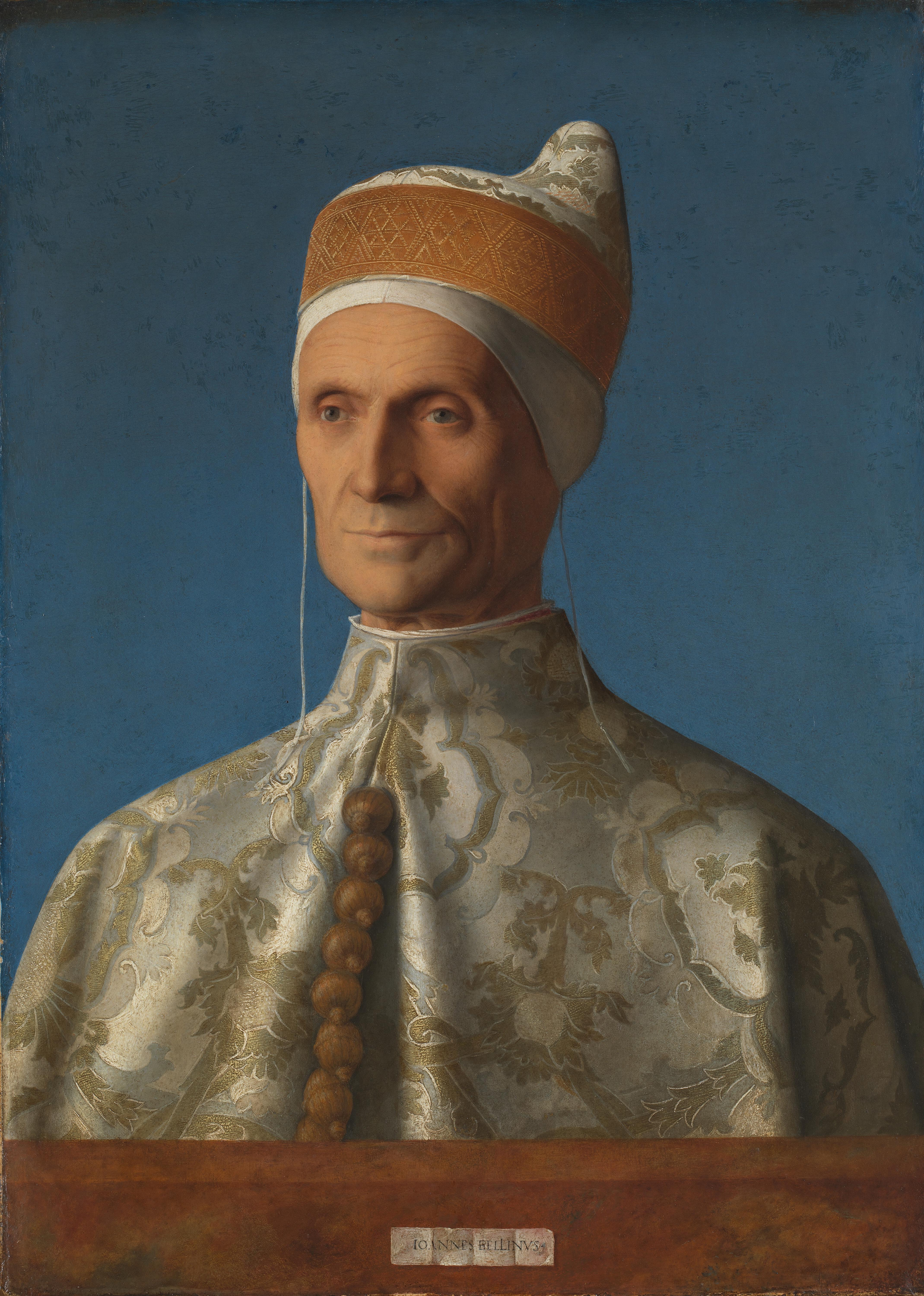
ليوناردو لوردان (1501)، دوق فينيسيا، بورتريه بواسطة جيوفاني بيليني، يرتدي قرن الدوق، القبعة الدوقية التي ترمز إلى منصبه.

الدوج (/doʊdʒ/ DOHJ, الإيطالية: [ˈdɔːdʒe]؛ جمع دوجي أو دوجس؛ انظر أدناه) كان لورد منتخب ورئيس دولة في عدة دول إيطالية، وخاصة فينيسيا وجنوة، خلال العصور الوسطى وعصر النهضة. تُعرف هذه الدول باسم "الجمهوريات المتوجة".

## أصل الكلمة
الكلمة من اللغة الفينيسية، وصلت إلى الإنجليزية عبر الفرنسية. Doge، إلى جانب الكلمة الإنجليزية ذات الصلة duke وduce, duca (مذكر) وduchessa (مؤنث) جميعها تنحدر من اللاتينية dux، مما يعني إما "قائد روحي" أو "قائد عسكري". ومع ذلك، فإن الكلمات duce وDuca ليست قابلة للتبادل. علاوة على ذلك، فإن Duca (دوق) هو لقب أرستقراطي ووراثي. تُلقب زوجة الدوج بـ دوجاريسا ويطلق على منصب الدوج اسم دوجشيب.

## الاستخدام

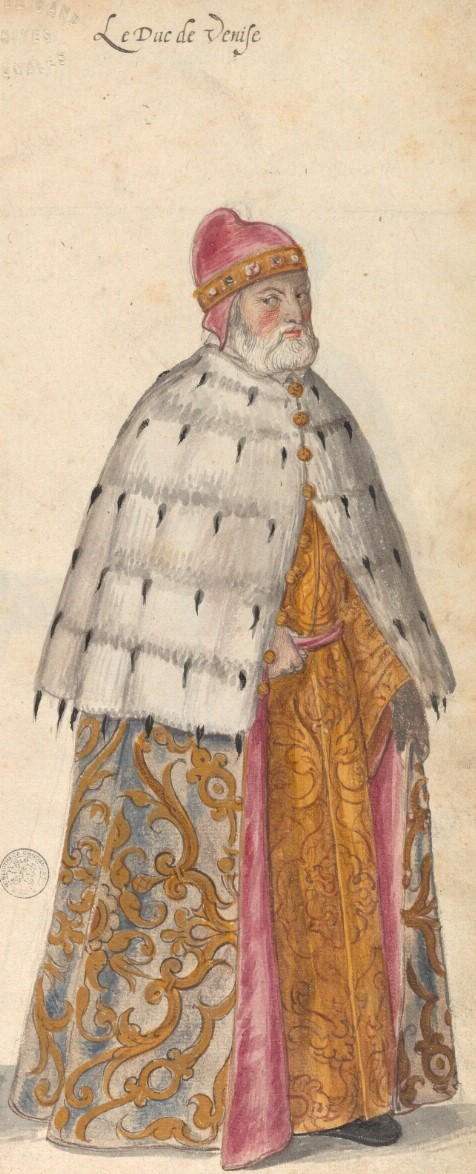
دوق فينيسيا، موضح في المخطوطة "مسرح لجميع الشعوب والأمم على الأرض مع ملابسهم وزينتهم المتنوعة، القديمة والحديثة، مصورة بدقة". رسم بواسطة لوكاس د'هير في النصف الثاني من القرن السادس عشر. محفوظة في مكتبة جامعة غنت.

استخدم لقب الدوج لرئيس الدولة المنتخب في عدة جمهوريات إيطالية "الجمهوريات المتوجة". وكانت الجمهوريتان الأكثر شهرة هما فينيسيا (حيث كان يُطلق عليه في الفينيسية doxe [ˈdoze]) وجنوة (حيث كان يُطلق عليه dûxe [ˈdyːʒe]) التي تنافست مع بعضها البعض، ومع القوى العظمى الإقليمية الأخرى، من خلال بناء مدنها التاريخية إلى إمبراطوريات بحرية وتجارية وإقليمية. ومن الجمهوريات الإيطالية الأخرى التي كان لديها دوج هي أمالفي وبلدة صغيرة سيناكا.

### الاختيار
بعد عام 1172، تم تكليف انتخاب الدوج الفينيسي بلجنة من أربعين عضوًا، تم اختيارهم من قبل أربعة رجال تم اختيارهم من المجلس الكبير في فينيسيا، الذي تم تعيينه سنويًا من قبل 12 شخصًا. بعد التصويت المتعادل في انتخابات 1229، زاد عدد الناخبين من أربعين إلى واحد وأربعين. ظلت اللوائح الجديدة لنظام انتخابات الدوج التي تم تقديمها في عام 1268 سارية حتى نهاية الجمهورية في عام 1797. كان هدفها هو تقليل تأثير العائلات الكبرى الفردية قدر الإمكان، وتم تحقيق ذلك من خلال آلية انتخابية معقدة. اختير ثلاثون عضوًا من المجلس الكبير، باستخدام القرعة، وتم تقليصهم بالقرعة إلى تسعة؛ اختار التسعة أربعين وتم تقليص الأربعين بالقرعة إلى اثني عشر، الذين اختاروا خمسة وعشرين. تم تقليص خمسة وعشرين بالقرعة إلى تسعة، وانتخب التسعة خمسة وأربعين. ثم تم تقليص الخمسة والأربعين مرة أخرى بالقرعة إلى أحد عشر، واختار الأحد عشر أخيرًا الواحد والأربعين الذين انتخبوا الدوج. لم يكن يمكن انتخاب أي شخص إلا بأصوات لا تقل عن خمسة وعشرين صوتًا من أصل واحد وأربعين، أو تسعة أصوات من أصل أحد عشر أو اثني عشر، أو سبعة أصوات من أصل تسعة ناخبين.
في البداية، كان دوج جنوة يُنتخب دون قيود ومن خلال الاقتراع الشعبي. بعد الإصلاحات في عام 1528، تم إعلان عدم أهلية الطبقات الشعبية، وتم تكليف تعيين الدوج لأعضاء المجلس الكبير، Gran Consiglio.

### مدة المنصب وقيود السلطة
في فينيسيا، كان الدوج عادةً يحكم مدى الحياة، على الرغم من أن بعضهم أُزيحوا عن مناصبهم بالقوة. بينما كانت للدوج سلطات زمنية كبيرة في البداية، بعد عام 1268، أصبح الدوج تحت مراقبة صارمة باستمرار: كان عليه الانتظار حتى يتواجد مسؤولو الحكومة الآخرون قبل فتح المراسلات من القوى الأجنبية؛ لم يُسمح له بامتلاك أي ممتلكات في أراض أجنبية. بعد وفاة الدوج، كانت لجنة من inquisitori تقوم بإصدار حكم على أفعاله، وكانت ممتلكاته عرضة لغرامات عن أي سوء تصرف تم اكتشافه. لم يكن الدخل الرسمي للدوج كبيرًا أبدًا، ومنذ العصور المبكرة كان شاغلو المنصب مشغولين بمشاريع تجارية.
في الأصل، كان دوج جنوة يشغل منصبه مدى الحياة في ما يُعرف بـ "الدوجية الأبدية"؛ ولكن بعد الإصلاح الذي أجراه أندريا دوريا في عام 1528، تم تقليص مدة منصبه إلى عامين. كانت الطبقة الحاكمة في جنوة تربطهم باللجان التنفيذية، وتحافظ عليهم بميزانية صغيرة، وتفصلهم عن الإيرادات الجماعية المحتفظ بها في Casa di San Giorgio.[بحاجة لمصدر]

## معرض الصور

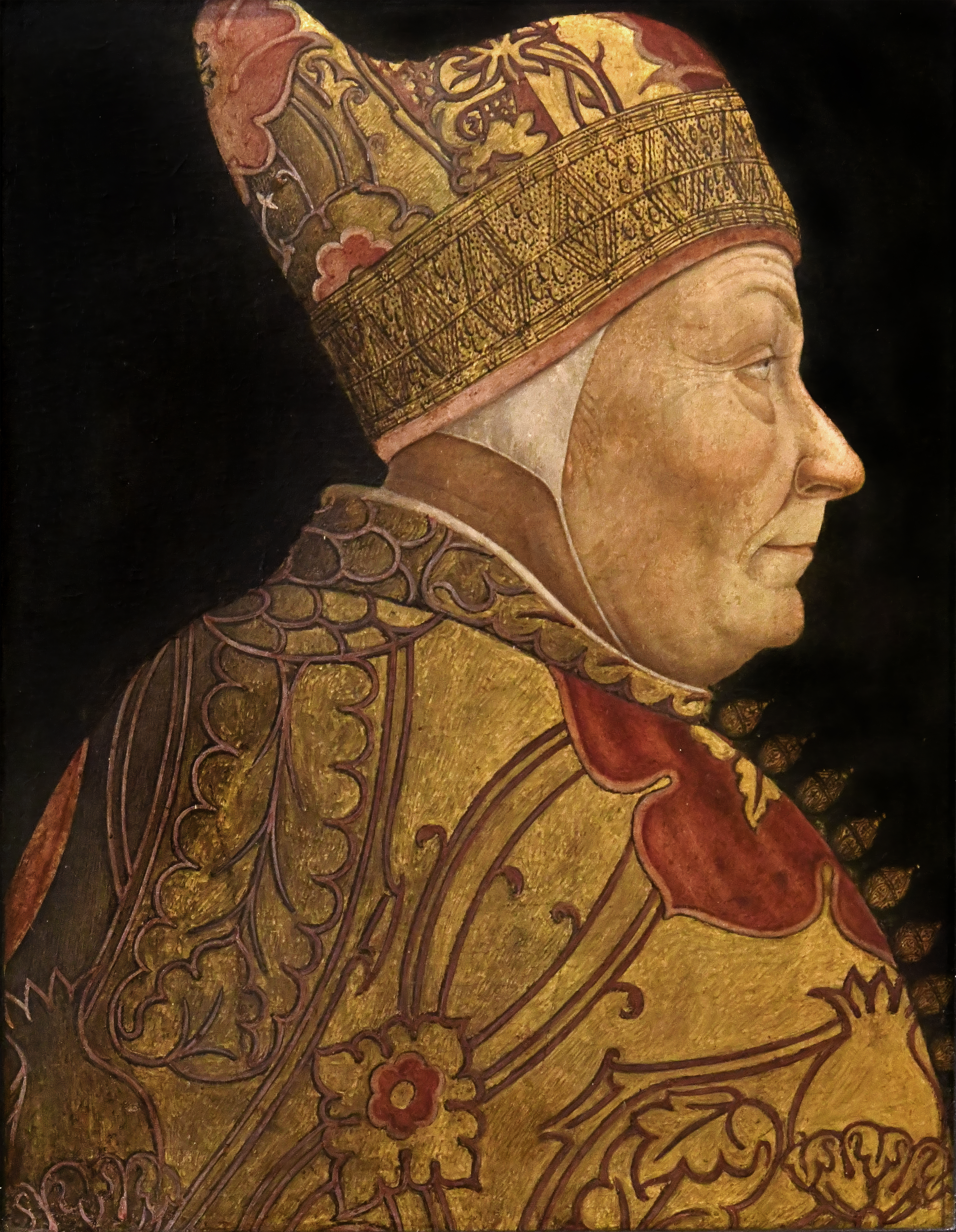
فرانشيسكو فوسكاري، دوق فينيسيا (1423–1457) بواسطة لازارو باستيني
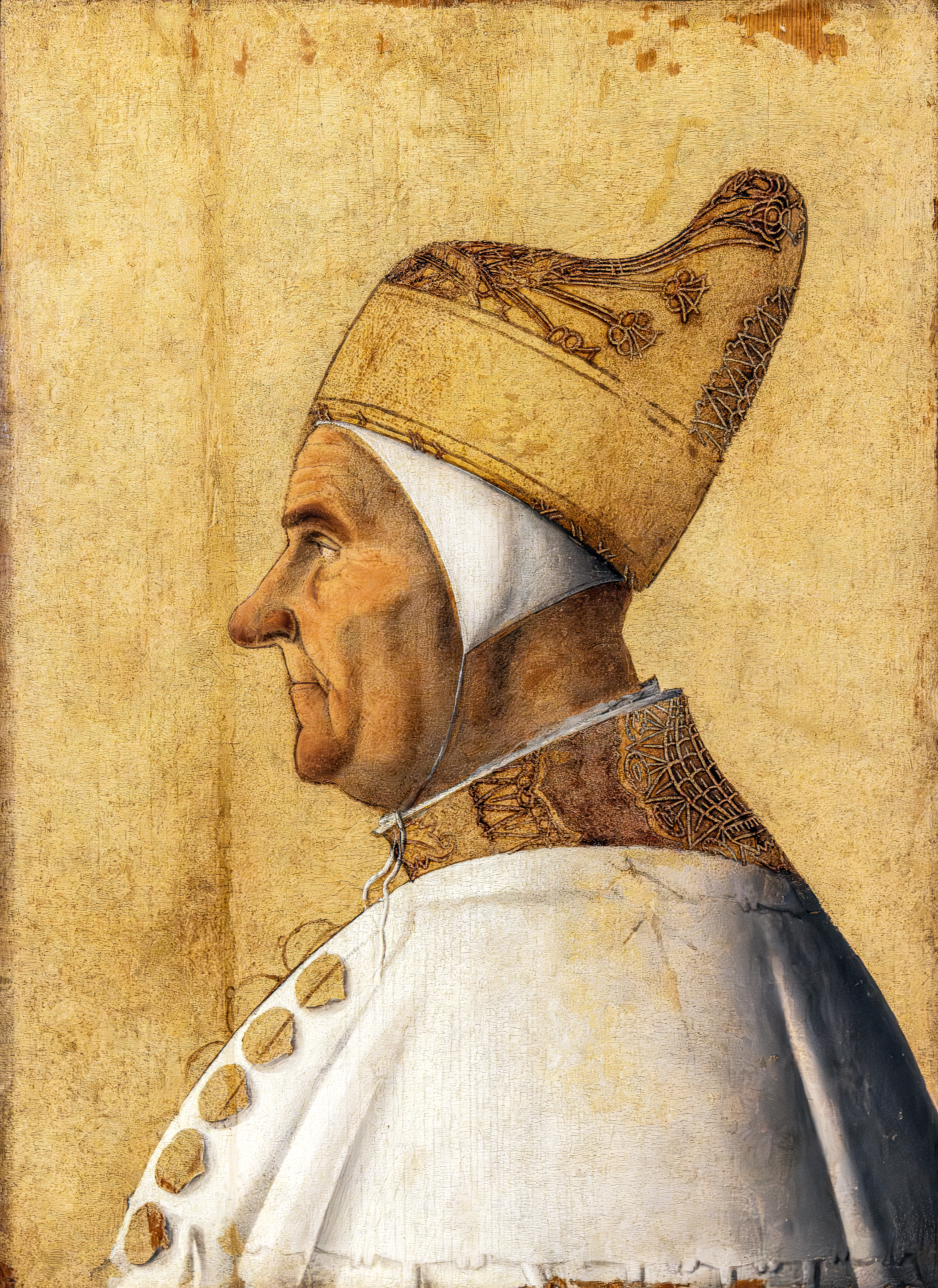
بورتريه جيوفاني موشينيغو، دوق فينيسيا (1478–1485) بواسطة جنتيلي بيليني
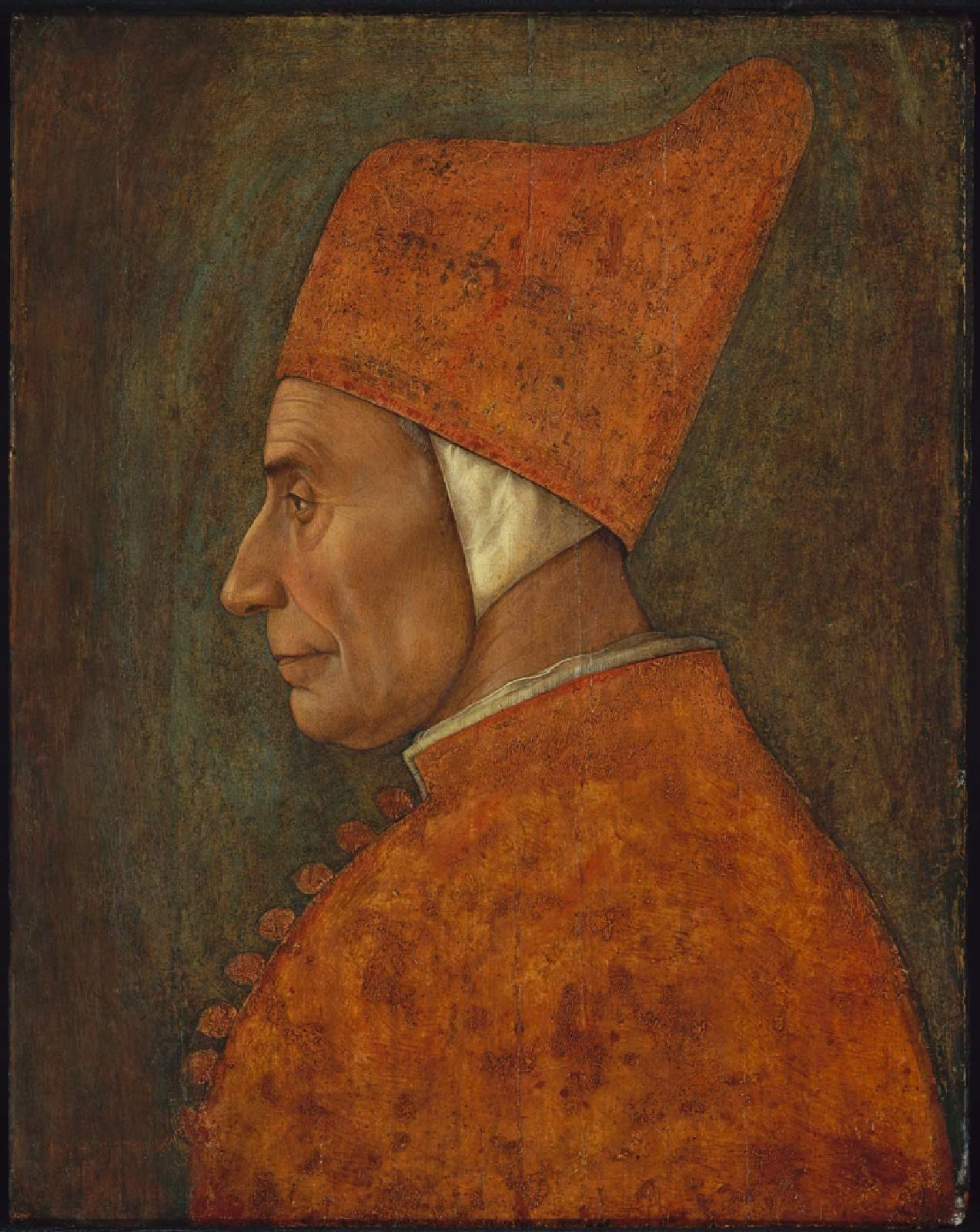
باسكوال مالبييرو، دوق فينيسيا (1457–1462) بواسطة جنتيلي بيليني
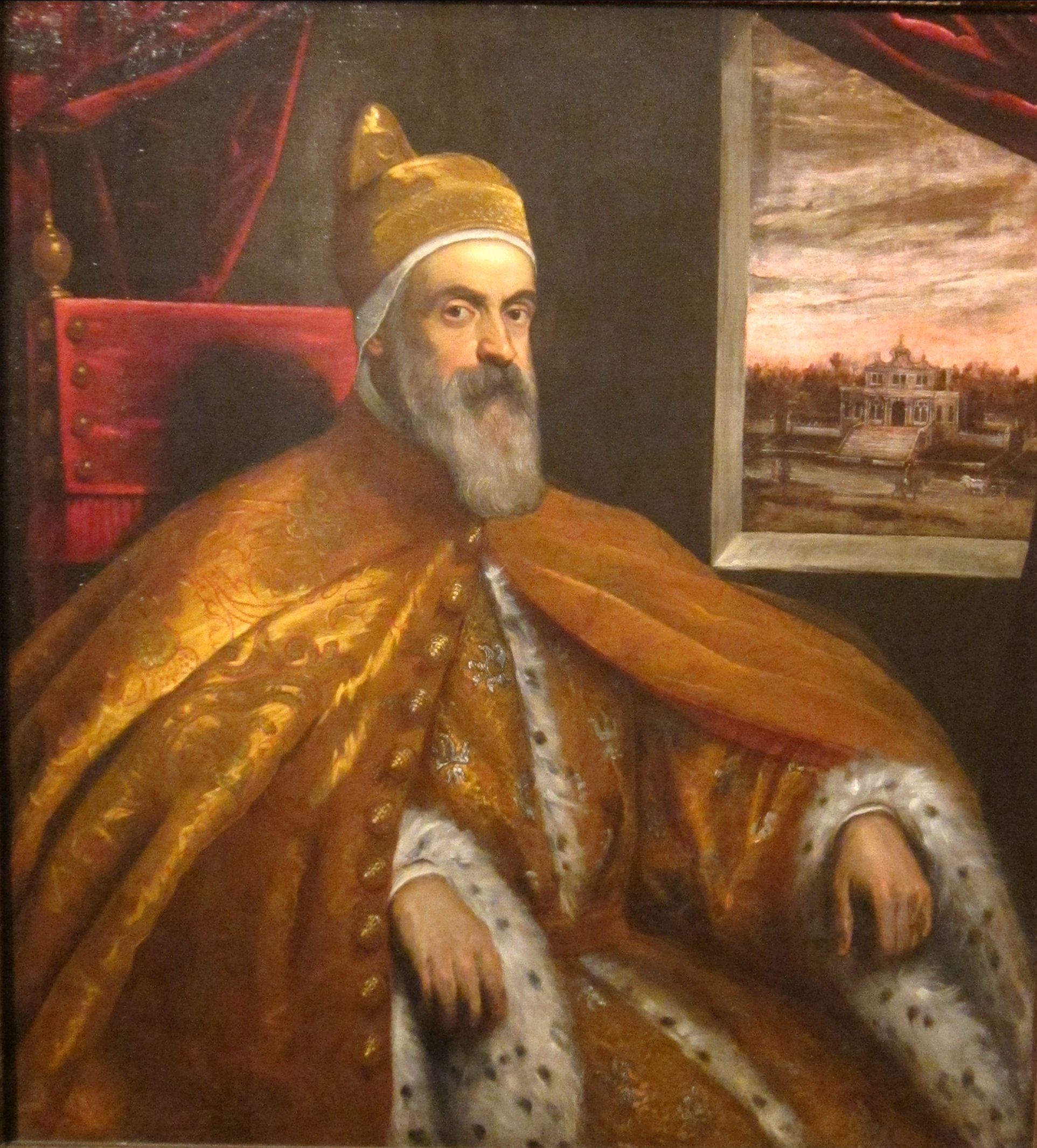
مارينو غريماني، دوق فينيسيا (1532–1560) بواسطة دومينيكو تينتوريتو
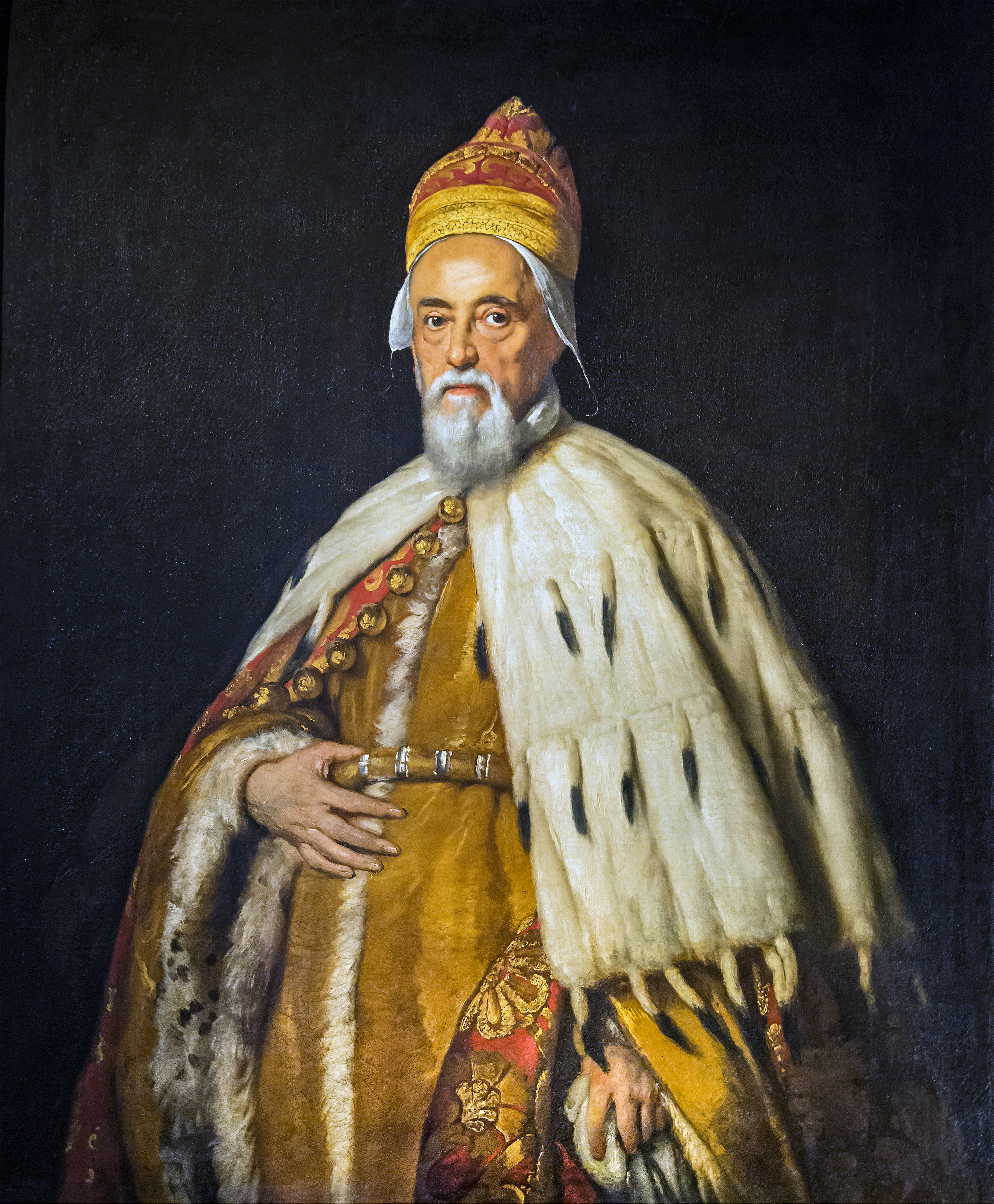
فرانشيسكو إريزو، دوق فينيسيا (1631-1646) بواسطة برناردو ستروتزي
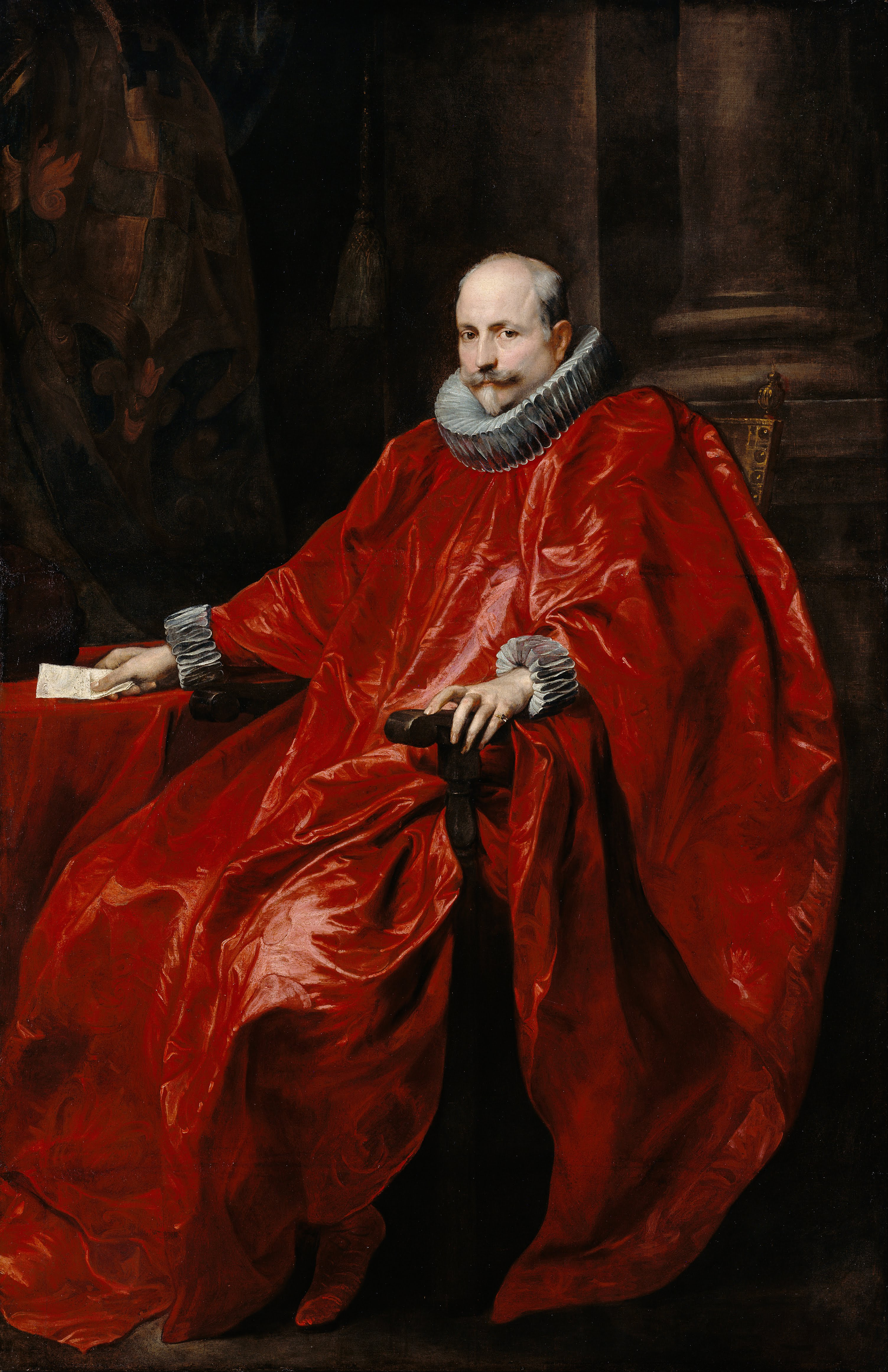
أغوستينو بالافييني، دوق جنوة (1637-1639) بواسطة أنتوني فان دايك
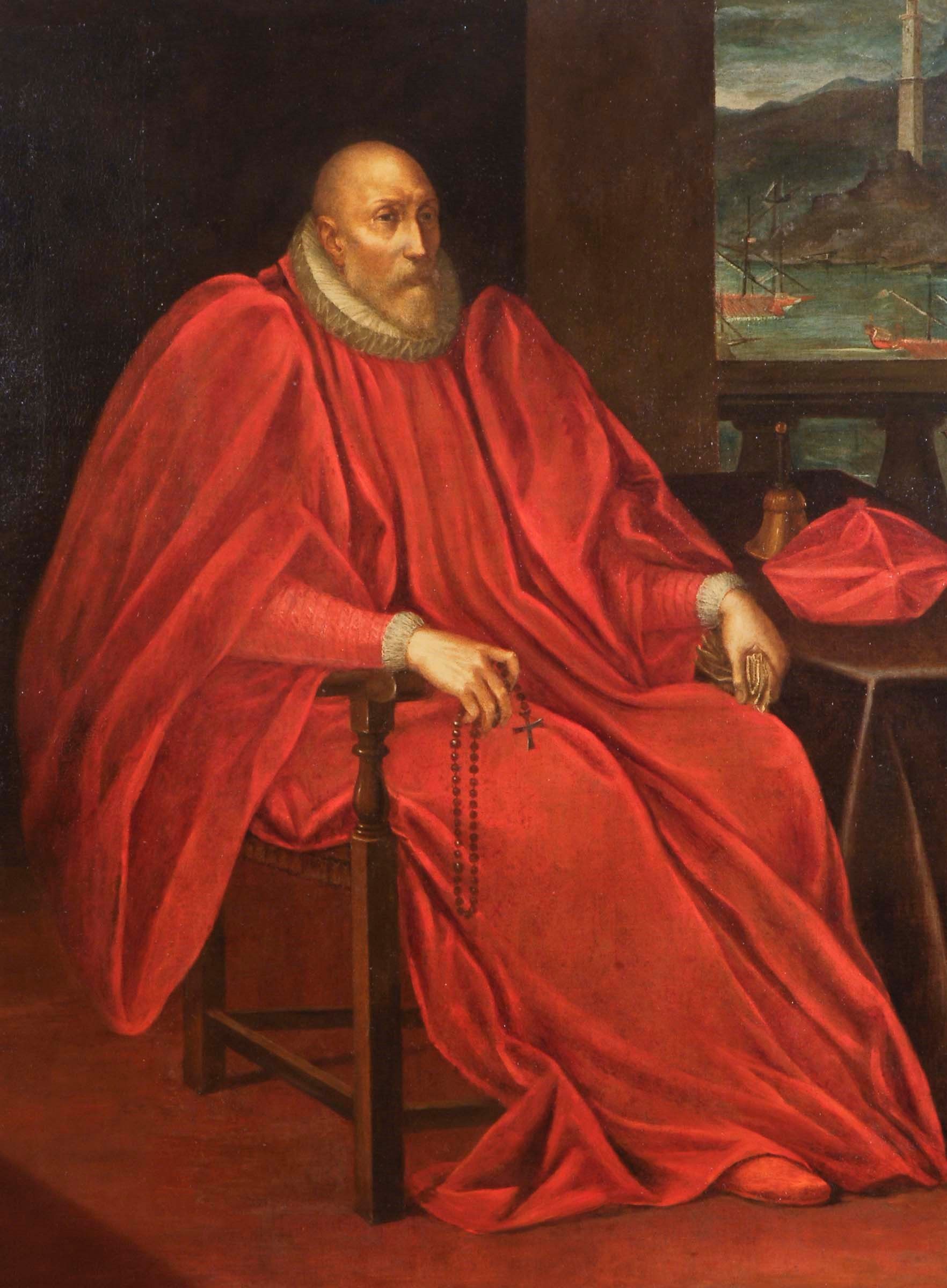
سيمون سبينولا، دوق جنوة (1567–1569) بواسطة أندريا سيموني
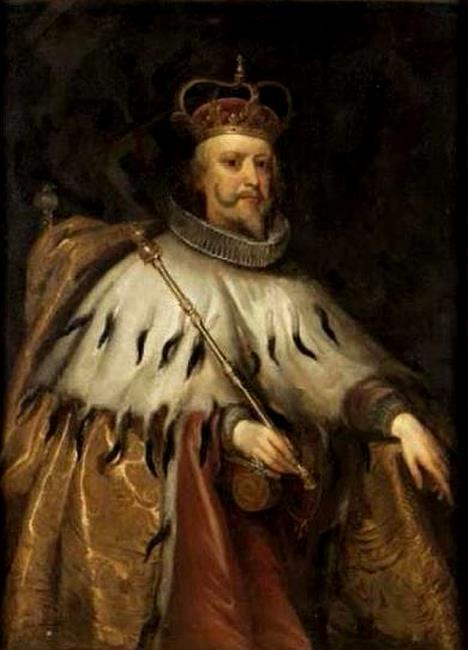
لوقا جيستينياني، دوق جنوة (1644–1646) بواسطة يان هوفارت
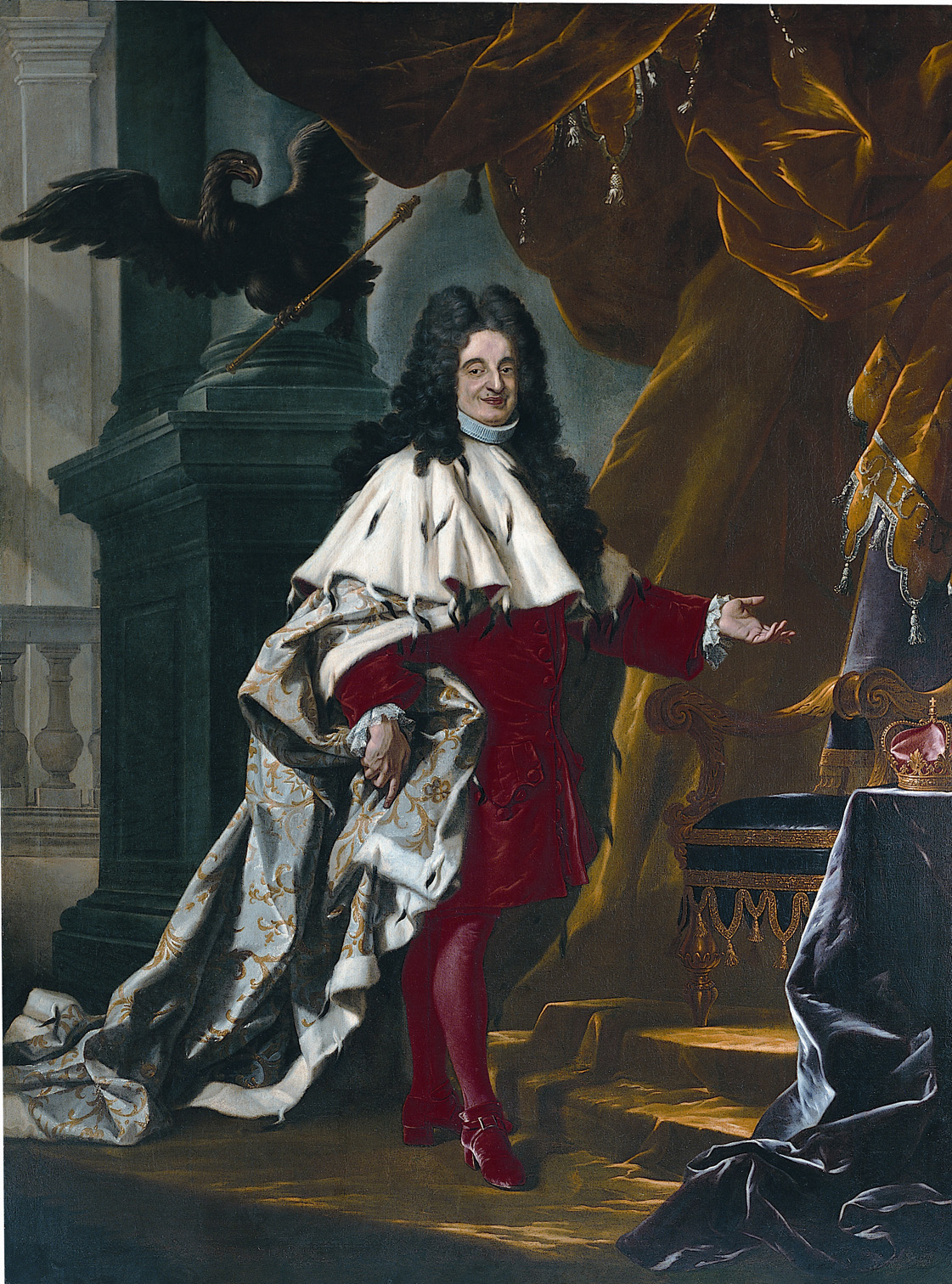
فرانشيسكو ماريا إمبيريال، دوق جنوة (1711-1713) بواسطة جيوفاني ماريا ديلل باني
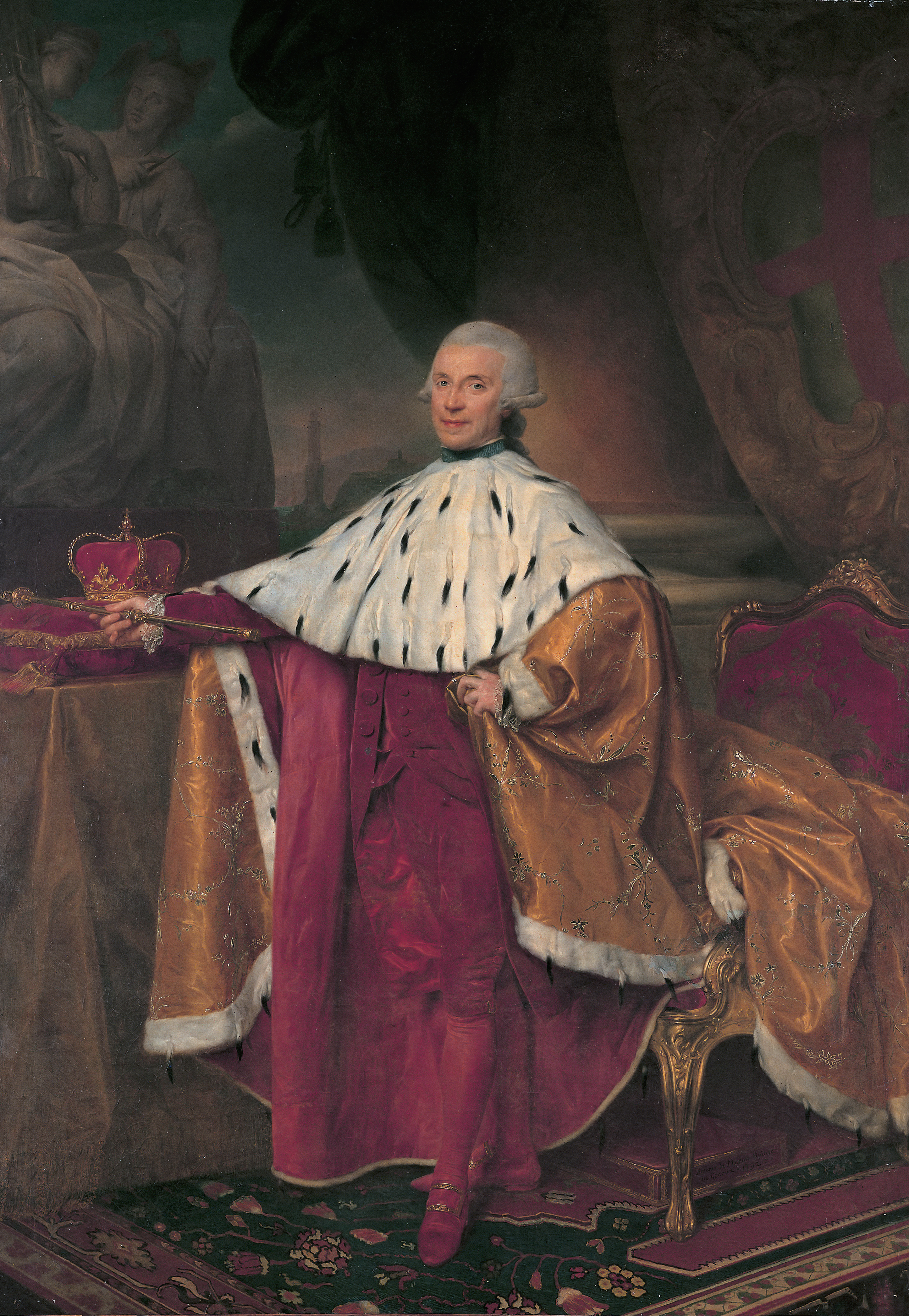
ميشيل أنجلو كامبياسو، دوق جنوة (1791-1793) بواسطة أنتون فون مارون